# Gaap
Een gaap of scheit is een kruising tussen een geit en een schaap. Een gaap is het jong van een vrouwtjesschaap (ooi) en een geitenbok. Het jong van een geitenvrouwtje (sik) en een mannetjesschaap (ram), noemt men scheit. Beide combinaties leken onvruchtbaar, maar op 29 december 2012 zijn in Bant twee lammetjes geboren uit een bevruchting door een gaap.
Geiten behoren tot het geslacht Capra en bezitten 60 chromosomen, terwijl schapen tot het geslacht Ovis behoren en maar 54 chromosomen hebben. Door dit verschil in chromosomen zal een paring tussen een schaap en een geit in de meeste gevallen tot doodgeboren nageslacht leiden. Praktijkvoorbeelden suggereren echter dat een nakomeling levensvatbaar kan zijn, hoewel het zonder DNA-onderzoek niet uit te sluiten is dat het chimaerae betreft.
In 2005 lukte het docent dierenverzorging Henk Sanders van het Wellantcollege een aantal gaapjes te fokken. In 2009 werd er een scheitje geboren te Joppe, en een tweede zou op komst zijn. Ook in 2011 werd de geboorte van een gaap gemeld. Op 4 april 2014 meldde de BBC dat er in Ierland een gaap is geboren.
Op 5 april 2018 meldde de regionale televisie Mechelen (RTV) dat er in Heist-Op-den-Berg (België) een gaapje was geboren, en toonde er ook beelden van.